# Близневская, Валентина Степановна
Валенти́на Степа́новна Близне́вская (урожд. Не́мченко) (род. 18 июня 1958 года) — советский и российский спортсмен и педагог, мастера спорта международного класса. Заслуженный тренер России (спортивное ориентирование на лыжах), тренер сборной команды России по лыжному ориентированию. Доктор педагогических наук, профессор.

## Биография
В. С. Близневская родилась в 1958 году в Норильске. С 1970 года занимается спортивным ориентированием.
Многократная чемпионка СССР и РСФСР. Тренировалась у В. Н. Юдакова, А. Ю. Близневского.
В 1988 году на чемпионате мира первой из советских спортсменок-ориентировщиц выполнила норматив мастера спорта международного класса. Участвовала в чемпионате мира 1992 года.
Имеет два высших образования:
- инженер-промтеплоэнергетик (Красноярский политехнический институт; 1980)
- тренер (Омский государственный институт физической культуры ; 1990)

С 1990 года работает в КГТУ на кафедре физической культуры. С 2001 года — заведующий кафедры. Профессор.
В 1998 году защитила диссертацию на соискание учёной степени кандидата педагогических наук по теме «Летняя подготовка лыжников-ориентировщиков». В этом же 1998 году Близневской присуждено почётное звание «Заслуженный тренер России».
В 2007 году защитила диссертацию на соискание учёной степени доктора педагогических наук по теме «Теория и технология специальной подготовки квалифицированных лыжников-ориентировщиков».
Член-корреспондент Российской Академии Естествознания.
Близневская В. С. является членом Президиума Красноярской региональной краевой федерации спортивного ориентирования, тренером сборной команды России по лыжному ориентированию.

## Воспитанники
Воспитала несколько знаменитых ориентировщиков, среди которых:
- мсмк Светлана Хаустова
- змс Андрей Григорьев
- змс Владимир Барчуков
- змс Кирилл Веселов
- змс Владислав Кормщиков
- змс Полина Мальчикова